# Муниципальный симфонический духовой оркестр Мадрида
Муниципальный симфонический духовой оркестр Мадрида (исп. Banda Sinfónica Municipal de Madrid) — испанский симфонический оркестр с преобладанием духовых инструментов, базирующийся в Мадриде. Решение о создании оркестра было принято в 1908 году по инициативе алькальда Мадрида графа Пеньяльвера, первый концерт состоялся 2 июня 1909 года.
Основатель оркестра Рикардо Вилья включал в репертуар, наряду с музыкой испанских композиторов для духовых составов, собственные обработки произведений мировой классики нового и новейшего времени — в том числе сочинений Мусоргского, Вагнера, Равеля, Отторино Респиги, — и это стало для коллектива традицией.

## Руководители оркестра
- Рикардо Вилья (1909—1935)
- Пабло Соросабаль (1936—1939)
- Хосе Мария Мартин Доминго (1939—1944, исполняющий обязанности)
- Мануэль Лопес Варела (1944—1950)
- Хесус Арамбарри Гарате (1953—1960)
- Викторино Эчеваррия (1960—1961)
- Хулио Молина Прието (1961—1967, исполняющий обязанности)
- Родриго де Сантьяго (1967—1977)
- Мойсес Давиа Сориано (1979—1985)
- Пабло Санчес Торрелья (1986—1992)
- Энрике Гарсиа Асенсио (с 1993 г.)